# 道の駅伊勢本街道 御杖
道の駅伊勢本街道 御杖（みちのえき いせほんかいどう みつえ）は、奈良県宇陀郡御杖村神末にある国道368号の道の駅である。

## 施設
- 駐車場
  - 普通車：90台
  - 大型車：3台
  - 身障者用駐車場：3台
- トイレ
  - 男：大・小12
  - 女：9
  - 子ども用：1
  - 身障者用：3
- 公衆電話
- 情報・休憩コーナー
- 地元特産品直売所「街道市場みつえ」（11:00 - 17:00）
- レストラン「お食事処『山桜』」（11:30 - 19:30）
- 日帰り温泉「みつえ温泉『姫石の湯』」（11:00 - 20:00）

### 管理団体
- 指定管理者 株式会社みつえ法人番号：4150001023106
前指定管理者の御杖ふるさと交流公社は2020年に解散[1]

## 休館日
- 毎週火曜日（祝日の場合、翌日）
- 年末年始

## アクセス
- 国道368号 - 登録路線
- 国道369号
- 路線バス - 近鉄大阪線名張駅（名張市）から敷津行きバス（31系統）で終点下車。または、津市コミュニティバスや御杖ふれあいバスで曽爾村や津市美杉地域からのアクセスも可能。

## 周辺
- 神末川（名張川、菅野川）
- みつえ高原牧場
- 三峰山